# Сидартаун (Џорџија)
Сидартаун (Џорџија) (енгл. Cedartown) град је у америчкој савезној држави Џорџија. По попису становништва из 2010. у њему је живело 9.750 становника.

## Демографија
Према попису становништва из 2010. у граду је живело 9.750 становника, што је 280 (3,0%) становника више него 2000. године.
| Група             | 2000.         | 2010.         |
| Белци             | 5.295 (55,9%) | 4.629 (47,5%) |
| Афроамериканци    | 1.913 (20,2%) | 1.829 (18,8%) |
| Азијати           | 35 (0,4%)     | 98 (1,0%)     |
| Хиспаноамериканци | 2.142 (22,6%) | 3.026 (31,0%) |
| Укупно            | 9.470         | 9.750         |